# Mark Morton
Mark Duane Morton (Williamsburg, Virginia, 25. studenoga 1972.) američki je glazbenik. Najpoznatiji je kao gitarist i osnivač heavy metal-sastava Lamb of God.

## Životopis
Rođen je 25. studenoga 1972. godine u Williamsburgu u Virginiji. Njegov prvi sastav bio je Axis, u kojem je svirao ritam-gitaru.
Godine 1990. na fakultetu je upoznao Chrisa Adlera i Johna Campbella. Godine 1994. osnovali su sastav Burn the Priest. Iste godine Morton je napustio sastav da bi stekao zvanje magistra. Sastavu su se pridružili novi gitarist Abe Spear i pjevač Randy Blythe. Godine 1997. Morton se vratio sastavu i 1999. je objavljen prvi studijski album Burn the Priest. Iste godine sastav je promijenio ime u Lamb of God. Na albumu New American Gospel Mortonov pseudonim glasi "Duane".
Morton svira većinu solodionica i autor je heavy/groove ritmova u pjesmama Lamb of Goda.
U ožujku 2012. Morton je surađivao s Dezom Fafarom iz skupine DevilDriver u novom projektu Born of the Storm. Objavljene su dvije pjesme: "Nowhere Fast" i "Dust". Dana 19. srpnja 2012. Morton je objavio samostalnu pjesmu "To Make Sure2".
U prosincu 2018. Morton je najavio svoj samostalni album Anthetic, koji je objavljen 1. ožujka 2019., a objavila ga je diskografska kuća Spinefarm Records. U pjesmi "The Truth Is Dead" pojavili su se Blythe i Alissa White-Gluz, pjevačica sastava Arch Enemy. Pojavio se i bivši pjevač Linkin Parka, Chester Bennington. Drugi singl s albuma "Cross Off" objavljen je 8. siječnja 2019.

## Diskografija
Lamb of God
- New American Gospel (2000.)
- As the Palaces Burn (2003.)
- Ashes of the Wake (2004.)
- Sacrament (2006.)
- Wrath (2009.)
- Resolution (2012.)
- VII: Sturm und Drang (2015.)
- Lamb of God (2020.)

Burn the Priest
- Burn the Priest (1999.)

Samostalni albumi
- Anesthetic (2019.)